# 체링 톱게

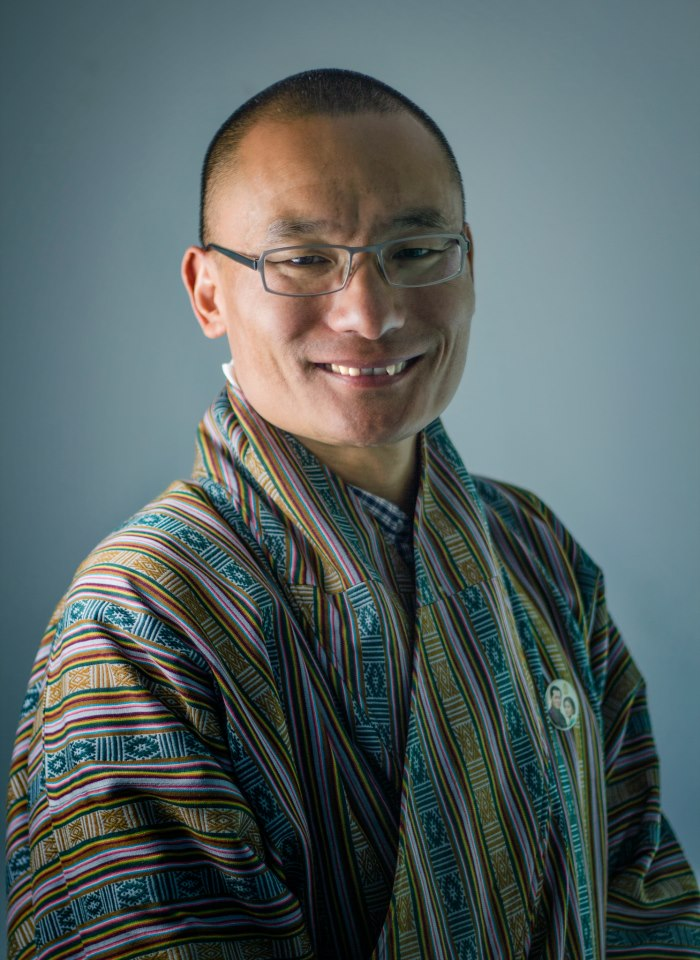
체링 톱게 총리

체링 톱게(Tshering Tobgay, 1965년 9월 19일 하현 ~ )는 부탄의 정치인으로 소속 정당은 국민민주당이다. 2004년 미국 하버드 대학교 공공정책과를 졸업했다. 2013년 7월 27일부터 2018년 8월 9일까지 부탄의 총리를 지냈고 다시 2024년 1월 28일부터 현재까지 총리직에 재임 중이다.